# Йоан-Келін Ревенко
Йоан-Келін Ревенко (рум. Ioan-Călin Revenco, нар. 26 червня 2000, Кишинів) — молдовський футболіст, захисник польського клубу «Пуща» (Неполомиці).
Виступав, зокрема, за клуби «Дачія» (Буюкань) та «Петрокуб», а також національну збірну Молдови.

## Клубна кар'єра
Народився 26 червня 2000 року в місті Кишинів. Вихованець юнацьких команд футбольних клубів «Дачія» (Кишинів), «Спартакс» (Юрмала) та «Дачія» (Буюкань).
У дорослому футболі дебютував 2018 року виступами за команду «Спартакс» (Юрмала). 
Своєю грою за цю команду привернув увагу представників тренерського штабу клубу «Дачія» (Буюкань), до складу якого приєднався 2020 року. Відіграв за кишинівський клуб наступний сезон своєї ігрової кар'єри. Більшість часу, проведеного у складі «Дачії», був основним гравцем захисту команди.
У 2021 році уклав контракт з клубом «Петрокуб», у складі якого провів наступні три роки своєї кар'єри гравця. 
До складу клубу «Пуща» (Неполомиці) приєднався 2024 року. Станом на 3 червня 2024 року відіграв за команду з Неполомиців 12 матчів в національному чемпіонаті.

## Виступи за збірні
У 2016 році дебютував у складі юнацької збірної Молдови (U-17), загалом на юнацькому рівні взяв участь у 6 іграх.
Протягом 2020–2021 років залучався до складу молодіжної збірної Молдови. На молодіжному рівні зіграв у 7 офіційних матчах.
У 2021 році дебютував в офіційних матчах у складі національної збірної Молдови.
| Дата       | Місто                  | Господарі         | Результат               | Гості             | Турнір                               | Голи | Примітки |
| ---------- | ---------------------- | ----------------- | ----------------------- | ----------------- | ------------------------------------ | ---- | -------- |
| 12-11-2021 | Кишинів                | Молдова           | 0 – 2                   | Шотландія         | Відбір до ЧС 2022                    | -    | 88'      |
| 15-11-2021 | Клагенфурт-ам-Вертерзе | Австрія           | 4 – 1                   | Молдова           | Відбір до ЧС 2022                    | -    |          |
| 18-1-2022  | Анталія                | Молдова           | 2 – 3                   | Уганда            | товариський матч                     | -    | 46'      |
| 21-1-2022  | Бозтепе                | Молдова           | 0 – 4                   | Південна Корея    | товариський матч                     | -    |          |
| 24-3-2022  | Кишинів                | Молдова           | 1 – 2                   | Казахстан         | Ліга націй УЄФА 2020-2021 - Play-out | -    |          |
| 29-3-2022  | Астана                 | Казахстан         | 0 – 1 д.ч. (5 – 4 п.п.) | Молдова           | Ліга націй УЄФА 2020-2021 - Play-out | -    |          |
| 3-6-2022   | Вадуц                  | Ліхтенштейн       | 0 – 2                   | Молдова           | Ліга націй УЄФА 2022-2023 - 1-й етап | -    | 55'      |
| 6-6-2022   | Андорра-ла-Велья       | Андорра           | 0 – 0                   | Молдова           | Ліга націй УЄФА 2022-2023 - 1-й етап | -    |          |
| 10-6-2022  | Кишинів                | Молдова           | 2 – 4                   | Латвія            | Ліга націй УЄФА 2022-2023 - 1-й етап | -    |          |
| 14-6-2022  | Кишинів                | Молдова           | 2 – 1                   | Андорра           | Ліга націй УЄФА 2022-2023 - 1-й етап | -    | 53'      |
| 22-9-2022  | Рига                   | Латвія            | 1 – 2                   | Молдова           | Ліга націй УЄФА 2022-2023 - 1-й етап | 1    | 90+2'    |
| 16-11-2022 | Кишинів                | Молдова           | 1 – 2                   | Азербайджан       | товариський матч                     | -    |          |
| 20-11-2022 | Кишинів                | Молдова           | 0 – 5                   | Румунія           | товариський матч                     | -    | 46'      |
| 24-3-2023  | Кишинів                | Молдова           | 1 – 1                   | Фарерські острови | Відбір до ЧЄ 2024                    | -    |          |
| 27-3-2023  | Кишинів                | Молдова           | 0 – 0                   | Чехія             | Відбір до ЧЄ 2024                    | -    | 83'      |
| 17-6-2023  | Тирана                 | Албанія           | 2 – 0                   | Молдова           | Відбір до ЧЄ 2024                    | -    | 73'      |
| 20-6-2023  | Кишинів                | Молдова           | 3 – 2                   | Польща            | Відбір до ЧЄ 2024                    | -    |          |
| 7-9-2023   | Лінц                   | Австрія           | 1 – 1                   | Молдова           | товариський матч                     | -    | 38' 77'  |
| 10-9-2023  | Торсгавн               | Фарерські острови | 0 – 1                   | Молдова           | Відбір до ЧЄ 2024                    | -    |          |
| 12-10-2023 | Стокгольм              | Швеція            | 3 – 1                   | Молдова           | товариський матч                     | -    | 73' 81'  |
| 15-10-2023 | Варшава                | Польща            | 1 – 1                   | Молдова           | Відбір до ЧЄ 2024                    | -    | 70'      |
| 17-11-2023 | Кишинів                | Молдова           | 1 – 1                   | Албанія           | Відбір до ЧЄ 2024                    | -    | 46'      |
| 20-11-2023 | Оломоуць               | Чехія             | 3 – 0                   | Молдова           | Відбір до ЧЄ 2024                    | -    | 24' 46'  |
| Усього     |                        | Матчів            | 23                      |                   | Голів                                | 1    |          |